# Joan Petit i Aguilar
Joan Petit i Aguilar  (* 24. Dezember 1752 in Sant Feliu de Codines, Vallès Oriental; † 15. November 1829 in Sant Feliu de Codines) war ein spanischer Katalanist und Grammatiker.

## Leben und Werk
Petit studierte Medizin an der Universität Cervera (Promotion 1775) und war Arzt in Sant Feliu. Er schrieb (etwa zur gleichen Zeit wie Josep Pau Ballot i Torres) eine umfangreiche frühe Grammatik des Katalanischen, die erst in jüngster Zeit herausgegeben wurde.
Daneben publizierte er eine Übersetzung der Gedichte von Catull und hinterließ das Manuskript eines Reimwörterbuchs.
Die Bibliothek seiner Geburtsstadt trägt seinen Namen.

## Werke
- Gramàtica catalana predispositiva per la més fàcil inteligència de la española y llatina, disposada en forma de pregunta y resposta, per un pare que desidja enseñar a sos fills el modo de pronunciar en escrit lo idioma català conforme vuy se parla, 1823 (Manuskript)
  - Gramática catalana, hrsg. von Jordi Ginebra, Barcelona 1998 (Diss. Barcelona 1991)